# Treschenu
Treschenu era una comuna francesa que estaba situada en el departamento de Drôme, de la región de Auvernia-Ródano-Alpes, que en 1972 se fusionó con la comuna de Creyers, formando la comuna de Treschenu-Creyers.

## Demografía
| Gráfica de evolución demográfica de Treschenu entre 1800 y 1968 |
|                                                                 |

Los datos demográficos contemplados en este gráfico se han cogido de la página francesa EHESS/Cassini.